# Sean Singletary
Sean Michael-Eli Singletary né le 6 septembre 1985 à Philadelphie en Pennsylvanie, est un joueur américain de basket-ball.

## Carrière universitaire
Sean Singletary fait sa carrière universitaire au sein de l'équipe des Cavaliers de la Virginie.
| Saison    | Match | Titulaire | Min./m | % Tir | % 3pts | % LF | Rbds/m. | Pass/m. | Int./m. | Ctr./m. | Pts/m. |
| --------- | ----- | --------- | ------ | ----- | ------ | ---- | ------- | ------- | ------- | ------- | ------ |
| 2004-2005 | 29    | 29        | 29.9   | 38.5  | 32.1   | 77.5 | 3.0     | 3.9     | 1.7     | 0.1     | 10.5   |
| 2005-2006 | 29    | 29        | 33.9   | 40.0  | 34.7   | 84.5 | 4.4     | 4.2     | 1.9     | 0.1     | 17.7   |
| 2006-2007 | 32    | 32        | 33.3   | 40.0  | 38.9   | 87.2 | 4.6     | 4.7     | 1.2     | 0.0     | 19.0   |
| 2007-2008 | 33    | 33        | 34.0   | 42.6  | 36.7   | 85.1 | 3.8     | 6.1     | 1.8     | 0.0     | 19.8   |
| Total     | 123   | 123       | 32.8   | 40.6  | 36.2   | 84.6 | 4.0     | 4.8     | 1.6     | 0.1     | 16.9   |

À l'issue de la saison 2007-2008, son université retire son numéro 44. Il rejoint ainsi Jeff Lamp, Ralph Sampson, Bryant Stith, Wally Walker et Buzzy Wilkinson.

## Carrière
Sean Singletary est drafté en 2008 en 42e position par les Kings de Sacramento.
En août 2008, il est envoyé aux Rockets de Houston avec Patrick Ewing Jr. et Ron Artest contre Donté Greene, Bobby Jackson, un 1er tour de la draft 2009 et de l'argent. Mais dans la foulée, il est échangé contre D.J. Strawberry avec les Suns de Phoenix.
En décembre 2008, il est envoyé avec Boris Diaw et Raja Bell au Bobcats de Charlotte contre Jason Richardson et Jared Dudley. En mars 2009, les Bobcats envoie Singletary et Alexis Ajinça en D-League chez le Skyforce de Sioux Falls.
À l'issue de la saison 2008-2009, les Bobcats ne lèvent pas l'option sur lui et il se retrouve agent libre. Il s'engage en septembre 2009 avec les 76ers de Philadelphie mais il est coupé dès le mois d'octobre.
En novembre 2009, il rejoint le club espagnol de Caja Laboral Vitoria. Il devient champion d'Espagne avec son club.
Sean Singletary fait l'impasse sur la saison 2010-2011 pour rester au chevet de sa mère souffrante.
Pour la saison 2011-2012, il s'engage en Belgique avec le club de Dexia Mons-Hainaut.
Le 2 novembre 2012, il est sélectionné au second tour de la draft D-League par les Legends du Texas. En Avril 2013, il quitte le Texas et va finir la saison en Belgique avec le club du BC Telenet Ostende.
En novembre 2013, il retourne chez les Legends du Texas. En janvier 2014, il est envoyé aux BayHawks d'Erié.
Sean Singletary met un terme à sa carrière en 2014 à l'issue de la saison.

## Clubs successifs
- 2008 :  Suns de Phoenix (NBA)
- 2008-2009 :  Bobcats de Charlotte (NBA)
- 2009 :  Skyforce de Sioux Falls (D-League)
- 2009-2010 :  Caja Laboral Vitoria (Liga ACB)
- 2011-2012 :  Dexia Mons-Hainaut (Belgique)
- 2012-2013 :  Legends du Texas (D-League)
- 2013 :  BC Telenet Ostende (Belgique)
- 2013-2014 :  Legends du Texas (D-League)
- 2014 :  BayHawks d'Erié (D-League)

## Statistiques

### En NBA
| Saison    | Équipe               | Match | Titulaire | Min./m | % Tir | % 3pts | % LF | Rbds/m. | Pass/m. | Int./m. | Ctr./m. | Pts/m. |
| --------- | -------------------- | ----- | --------- | ------ | ----- | ------ | ---- | ------- | ------- | ------- | ------- | ------ |
| 2008-2009 | Suns de Phoenix      | 13    | 1         | 9.4    | 32.4  | 40.0   | 100  | 1.2     | 0.9     | 0.5     | 0.0     | 2.6    |
| 2008-2009 | Bobcats de Charlotte | 24    | 1         | 7.5    | 39.6  | 40.0   | 80.0 | 0.8     | 0.7     | 0.2     | 0.0     | 2.3    |
| Total     | Total                | 37    | 2         | 8.2    | 36.5  | 40.0   | 85.7 | 0.9     | 0.8     | 0.3     | 0.0     | 2.4    |

### En D-League
| Saison    | Équipe                  | Match | Titulaire | Min./m | % Tir | % 3pts | % LF | Rbds/m. | Pass/m. | Int./m. | Ctr./m. | Pts/m. |
| --------- | ----------------------- | ----- | --------- | ------ | ----- | ------ | ---- | ------- | ------- | ------- | ------- | ------ |
| 2008-2009 | Skyforce de Sioux Falls | 3     | 1         | 29.7   | 50.0  | 60.0   | 80.0 | 3.7     | 3.7     | 1.0     | 0.0     | 15.7   |
| 2012-2013 | Legends du Texas        | 42    | 42        | 35.0   | 42.0  | 36.9   | 81.0 | 4.3     | 5.6     | 1.7     | 0.1     | 13.0   |
| 2013-2014 | Legends du Texas        | 20    | 20        | 28.1   | 41.7  | 36.1   | 85.5 | 4.1     | 4.1     | 1.9     | 0.2     | 10.4   |
| 2013-2014 | BayHawks d'Erié         | 3     | 1         | 15.0   | 42.9  | 20.0   | 0.0  | 3.7     | 3.7     | 0.7     | 0.0     | 4.3    |
| Total     | Total                   | 68    | 64        | 31.8   | 42.3  | 36.9   | 82.1 | 3.8     | 5.0     | 1.7     | 0.1     | 12.0   |